# Річія Гуже
Річія Гуже (Riccia gougetiana) — вид печіночників родини річієвих (Ricciaceae).

## Поширення
Зареєстрований у Європі й Північній Америці.